# Угловница
Угловница или угаона зграда је зграда са два прочеља, усмерена ка два улична правца, која се додирују под правим углом. У односу на уграђене куће, захваљујући рубном положају у блоку и обухватнијим фасадним површинама, угловнице дају знатан урбанистички акценат.
Угловнице имају најмање два прислоњена зида уз калкански зид суседних зграда, дворишне фасаде и крила. Двоструко су веће кубатуре од узиданих зграда, али имају мању површину дворишта. Прав угао на којем се сустичу њихова прочеља може се заоблити, засећи или сегментирати. 
Зависно од димензија, угаони нагласак такође може прерасти у треће, неретко најрепрезентативније прочеље. Такође постоје зграде с једним или више наглашених углова у виду ваљка, кубуса, куле или маштовитих кровних надзидака.